# Landsgöl
Landsgöl är en sjö i Vetlanda kommun i Småland och ingår i Emåns huvudavrinningsområde. Sjön är 9,7 meter djup, har en yta på 0,024 kvadratkilometer och är belägen 143,5 meter över havet.